# 肱川町
肱川町（ひじかわちょう）は、愛媛県の南予地方にあった町。肱川の中流域に位置する。2005年（平成17年）1月11日、大洲市、長浜町、河辺村と合併し、新しい大洲市となった。

## 地理
愛媛県の中南部、大洲市（旧）の南に接し、肱川の中上流域に属する。肱川及びその支流に沿ってわずかな平地が開け、集落は渓流に沿った平地と段丘地帯に点在している渓谷型の山村である。
- 河川 : 肱川、河辺川（肱川の支流）

## 歴史
- 明治のはじめ - 大谷、中居谷、名荷谷、宇和川
- 1889年（明治22年）12月15日 - 町村制施行により、大谷村、宇和川村（中居谷、名荷谷、宇和川の各集落）。
- 1943年（昭和18年）4月29日 - 河辺村・大谷村・宇和川村が合併して肱川村を新設。
- 1948年（昭和23年）4月1日 - 宇和川村、大字宇和川の一部が大川村（現大洲市）へ境界変更。
- 1951年（昭和26年）1月1日 - 河辺村が分離して、再び独立。
- 1955年（昭和30年）2月11日 - 東宇和郡貝吹村・横林村の一部が合流（境界変更）。両村の残部は他町村と合併して野村町（現西予市）を新設。
- 1959年（昭和34年）11月3日 - 旧肱川村が町制施行して肱川町誕生。
- 2005年（平成17年）1月11日 - 大洲市、長浜町、河辺村と対等合併し、大洲市を新設する。

系譜
```
肱川町の系譜　　　　　　　　　　　　　　　　　　　　　　　　　　【昭和の合併】
　　　　　　　　　　　　　　　　　　　　　　　　　　　　東宇和郡貝吹村、横林村の一部
　　　　　　　　　　　　　　　　　　　　　　　　　　　　　　　　　境界変更
【町村制実施以前の村】【明治期】　　　　　　　　　　　　　　　　　　か┃
　　　　　　　　　　町村制施行時　　　　　　　　　　　　う　　　　　　┃昭和34年11月3日
大谷　　━━━━━━　大谷村　━━━━━━━━━┓　　合併　　　　　　┃町制施行
中居谷　━━━━┓　　　　　　　　　　　　　　　┣━　肱川村　━┳━┳┻肱川町━━┓
名荷谷　━━━━╋━　宇和川村━━━━━━━━━┫　　　　　　　┃　┃　　　　　　┃
宇和川　━━━━┛　　　　　　　　　　　　　　　┃　　　　　　　┃　┃　　　　　　┃
山鳥坂　━━━━━━　山鳥坂村━┓　　　あ　　　┃　　　　　　　┃　┃お　　　　　┃
宮谷　　━━━━┓　　　　　　　┣━　河辺村　┳┛　　　　　　　┃　┗河辺村━━━┫
横山　　━━━━┓　　　　　　　┃　　　　　　┃　　　　　　　　┃　　　　　　　　┃
植松　　━━━━╋━　奥南村　━┛　　　　　い┃　　　　　　　　┃　　　　　　　　┃
橡谷　　━━━━┫　　　　　　　　　　　上浮穴郡　　　　　　　　┃　　　　　　　　┃【平成の合併】
中津　　━━━━┫　　　　　　　　　　　浮穴村の一部　　　　　　┃　　　　　　　　┃平成17年1月11日
川崎　　━━━━┛　　　　　　　　　　　編入　　　　　　　　　え┃　　　　　　　　┃　　新設合併
　　　　　　　　　　　　　　　　　　　　　　　　　　　　　　　　┃　　　　　　　　┣━━大洲市
　　　　　　　　　　　　　　　　　　　　　　　　　　　　大字宇和川の一部　　　　　┃
　　　　　　　　　　　　　　　　　　　　　　　　　　　　　　大川村へ　　　　　　　┃
　　　　　　　　　　　　　　　　　　　　　　　　　　　　　　　　　　　　大洲市━━┫
　　　　　　　　　　　　　　　　　　　　　　　　　　　　　　　　　　　　長浜町━━┛

あ-明治42年4月1日合併 い-昭和18年4月1日編入 う-昭和18年4月19日合併 え-昭和23年4月1日境界変更
お-昭和26年1月1日分立 か-昭和30年2月11日境界変更
（注記）大洲市等の平成の合併以前の系譜については、それぞれの市町村の記事を参照のこと。

```

## 行政
地域住民一人ひとりの心の中にやる気の「風」を起こそうと、「風おこし」の名のもとに地域おこし活動に取り組んできた。
- 町長 - 大野和（おおの　かのお）
- 昭和の合併の経緯 - 山村であり、当時の交通事情では隣接の集落に行くにも一山越える必要があるなど、苦労する情況であり，境界線の変更や、他村との合流や分立など複雑な経緯をたどった。愛媛県内においては、数少ないケースといえる。
- 平成の合併の経緯 - 肱川の中流域に位置し、中心都市である大洲市との合併は自然な流れであった。喜多郡のうち、内子町と五十崎町を除く喜多郡の2町1村（長浜町、肱川町、河辺村）が大洲市に合流する形をとった（形態としては新設合併）。

## 交通
- 道の駅
  - 清流の里ひじかわ

## 文化
- 大谷文楽